# Tokyo Girls’ Style
Tokyo Girls' Style (яп. 東京女子流 То:кё: Дзёси Рю:, букв. «Токийский девчачий стиль») стилизуется TOKYO GIRLS' STYLE — японская женская группа сформированная в 2009 году, и была первой айдол-группой, созданной под руководством Avex Trax после SweetS. Первоначально айдол-группа состояла из пяти участниц: Аяно Кониси, Мию Ямабэ, Хироми Араи, Юри Накаэ и Мэи Сёдзи. В декабре 2015 года Кониси Аяно объявила об уходе из группы и индустрии развлечений.
В апреле 2015 года группа переименовала себя из группы айдолов и стремилась, чтобы её воспринимали как серьёзных артистов пост-айдола, хотя позже они выступили на Tokyo Idol Festival в 2017 году

## История
1 декабря 2009 года в японской прессе появились сообщения о том, что на волне популярности гёрл-групп в Японии Avex тоже создаёт свою. Её название, Токё Дзёси Рю (яп. 東京女子流, «Токийский девчачий стиль») или TOKYO GIRLS' STYLE в английском варианте, может показаться странным, но призвано быть понятным зарубежной аудитории с расчётом на мировую экспансию. Возраст и внешность участниц и даже их количество держатся  в тайне, и девушки будут представлены постепенно, одна за другой, начиная с Нового Года на работающем пока в ограниченном режиме официальном сайте таинственной гёрл-группы.
Сначала вся информация ограничивалась фотографией с силуэтами 5 девушек. Avex объявил, что их личности будут обнародоваться с 1 п 5 января, а сайт будет запущен на следующий день. Наконец, на загадочной фотографии проявились все пятеро, и 6 января главная страница сайта TOKYO GIRLS' STYLE официально открылась. Причём, 6 января уже и билетов на их дебютный концерт не осталось.
7 февраля 2010 года TOKYO GIRLS' STYLE дала свой первый концерт в небольшом концертном зале SHIBUYA O-nest в токийском районе Сибуе, и продолжала регулярно, с интервалом порядка двух недель, там выступать. Всего в 2010 году состоялось 19 концертов.
В марте было объявлено, что дебютный сингл под названием «Kirari» (яп. キラリ☆) выйдет 5 мая 2010 года, а уже двумя неделями позже, 19 мая, появится второй, «Onnaji Kimochi» (яп. おんなじキモチ).
Самым успешным синглом TOKYO GIRLS' STYLE на сегодняшний день является их седьмой, двойной сингл «Limited addiction/We Will Win! -Kokoro no Baton de Po Pon no Pon-». Он вышел 24 августа 2011 года и достиг 11 места в недельном списке самых продаваемых синглов Орикона.

## Состав
- Мию Ямабэ (яп. 山邊 未夢 Yamabe Miyu), род. 24 июня — лидер
- Хироми Араи (яп. 新井 ひとみ Arai Hitomi), род. 10 апреля 1998 года[6]
- Юри Накаэ (яп. 中江 友梨 Nakae Yuri), род. 28 июня
- Мэи Сёдзи (яп. 庄司 芽生 Сё:дзи Мэи, Shōji Mei, MEI SHYOJI)[7], род. 2 июля

### Бывшие участницы
- Аяно Кониси (яп. 小西 彩乃 Konishi Ayano), род. 15 декабря - ушла из группы 28 декабря 2015 года[8]

## Дискография

### Синглы
| №  | Название | Дата выпуска    | Хит-парады                  | Хит-парады |
| №  | Название | Дата выпуска    | Oricon Weekly Singles Chart |            |
| №  | Название | Дата выпуска    | Наивысшая позиция           |            |
| -- | --- | --------------- | --------------------------- | ---------- |
| 1  | «Kirari» (яп. キラリ☆) | 5 мая 2010      | 30                          |            |
| 2  | «Onnaji Kimochi» (яп. おんなじキモチ) | 19 мая 2010     | 30                          |            |
| 3  | «Ganbatte Itsudatte Shinjiteru» (яп. 頑張って いつだって 信じてる)                                                                             | 21 июля 2010    | 31                          |            |
| 4  | «Himawari to Hoshikuzu/Kitto Wasurenai...» (яп. ヒマワリと星屑/きっと 忘れない、、、)                                                          | 6 октября 2010  | 19                          |            |
| 5  | «Love like candy floss» | 9 февраля 2011  | 20                          |            |
| 6  | «Kodou no Himitsu/Sayonara, Arigatou» (яп. 鼓動の秘密/サヨナラ、ありがとう。)                                                                  | 18 мая 2011     | 24                          |            |
| 7  | «Limited addiction/We Will Win! -Kokoro no Baton de Po Pon no Pon-» (яп. Limited addiction/We Will Win! －ココロのバトンでポ・ポンのポ～ン☆－) | 24 августа 2011 | 11                          |            |
| 8  | «Liar/W.M.A.D.» (яп. {{{2}}}) | 23 ноября 2011  | 18                          |            |
| 9  | «Rock you!/Onnaji Kimochi -YMCK REMIX-» (яп. Rock you!/おんなじキモチ -YMCK REMIX-)                                                            | 7 марта 2012    | 16                          |            |
| 10 | «Tsuioku -Single Version-/Taisetsu na Kotoba» (яп. 追憶 -Single Version-/大切な言葉)                                                           | 23 мая 2012     | 12                          |            |
| —  | «LolitA Strawberry in summer» (яп. LolitA☆Strawberry in summer)                                                                                | 1 августа 2012  |                             |            |
| 11 | «ROAD TO BUDOKAN 2012 ~Bad Flower~» (яп. ROAD TO BUDOKAN 2012 ～Bad Flower～)                                                                  | 17 октября 2012 | 4                           |            |

### Альбомы
| № | Название                          | Дата выпуска    | Хит-парады                 | Хит-парады |
| № | Название                          | Дата выпуска    | Oricon Weekly Albums Chart |            |
| № | Название                          | Дата выпуска    | Наивысшая позиция          |            |
| - | --------------------------------- | --------------- | -------------------------- | ---------- |
| 1 | Kodou no Himitsu (яп. 鼓動の秘密) | 4 мая 2011      | 25                         |            |
| 2 | Limited addiction                 | 14 марта 2012   | 25                         |            |
| 3 | Yakusoku (яп. 約束)               | 30 января 2013  | 13                         |            |
| 4 | Killing Me Softly                 | 4 июня 2014     |                            |            |
| 5 | Reflection                        | 23 декабря 2015 |                            |            |

## Видеография

### Видеоклипы
| Номер сингла | Название                            | Официальное видео на YouTube |
| ------------ | ----------------------------------- | ---------------------------- |
| 1            | «Kirari»                            | смотреть                     |
| 2            | «Onnaji Kimochi»                    | смотреть                     |
| 3            | «Ganbatte Itsudatte Shinjiteru»     | смотреть                     |
| 4            | «Himawari to Hoshikuzu»             | смотреть                     |
| 5            | «Love like candy floss»             | смотреть                     |
| 1-й альбом   | «Onnaji Kimochi» (китайская версия) | смотреть                     |
| 6            | «Kodou no Himitsu»                  | смотреть                     |
| 6            | «Sayonara, Arigatou»                | смотреть                     |
| 6            | «Kodou no Himitsu -YMCK REMIX-»     | смотреть                     |
| 7            | «Limited addiction»                 | смотреть                     |
| 8            | «Liar (Short ver.)»                 | смотреть                     |
| 9            | «Rock you!»                         | смотреть                     |
| 10           | «Tsuioku -Single Version-»          | смотреть                     |
| 11           | «Bad Flower -Short ver.-»           | смотреть                     |
| 11           | «LolitA Strawberry in summer»       | смотреть                     |
| 3-й альбом   | «Yakusoku -Short ver.-»             | смотреть                     |